# Antoine Aukar
Antoine Aukar OAM (ur. 28 grudnia 1964 w Mreiji) – libański duchowny maronicki, od 2019 biskup kurialny Antiochii.

## Życiorys
Święcenia kapłańskie przyjął 10 sierpnia 1996 w zakonie antonian. Był m.in. sekretarzem generała zakonu, wykładowcą libańskich uczelni oraz wikariuszem generalnym zgromadzenia.
Został mianowany biskupem kurialnym Antiochii. 15 czerwca 2019 papież Franciszek zatwierdził ten wybór, nadając mu stolicę tytularną Ptolemais in Pheonicia. Sakry udzielił mu 31 lipca 2019 kardynał Béchara Boutros Raï.